# 兼清麻美
兼清 麻美（かねきよ あさみ、旧姓は山下、1968年11月28日 - ）は、NHKシニアアナウンサーで元NHK放送文化研究所メディア研究部研究員。

## 人物
1968年に東京都で生まれ、東京都立西高等学校を経て、慶應義塾大学を卒業後、1991年にアナウンサーとしてNHKへ入局した。経済ジャーナル番組、選挙開票速報など報道番組を担当し、特集番組などナレーションを担当した。

## 現在の担当番組
- 関西のニュース、ラジオニュースは金曜日の夜勤を担当する事が多い。
- 列島ニュース - キャスター、おもに水曜日）（2024年4月3日 - ）

## 過去の出演番組
東京アナウンス室時代（初期）
- NHKニュース7 ニュースリーダー・海外安全情報・NHKニュース（午後5時）（主に金曜日）
- 土曜解説（BS1）
- 20世紀列車がゆく アフリカの夜明けを追って（1998年12月29日、BS2）- ナレーション

大阪放送局時代（1度目）
- 株式市況大阪 木曜日
- あの人に会いたい ナレーション。この番組は東京時代に収録したものがあったため、9月の数回は大阪異動後も引き続き放送された。
- すてきにハンドメイド大阪局制作分 （2010年4月 - 、Eテレ）その他

東京アナウンス室時代（復帰後）
- 週刊ニュース深読み（2011年8月6日・13日、2012年8月11日、2013年8月10日放送分 メインキャスター・小野文惠の夏休みによる代理）
- 日曜討論（2012年6月10日放送分の日曜討論スペシャル「どうする“社会保障と消費増税”」のアシスタント）
- すっぴん!（NHKラジオ第1放送）（2013年11月29日）（藤井彩子の代理アンカー）
- 第47回衆議院議員総選挙開票速報（NHKラジオ第1放送）（2014年12月14日）（サブキャスター）
- Nスペ5min.  戦後70年  ニッポンの肖像  豊かさを求めて（ナレーション・2015年5月23日）
  - この他、NHK大阪放送局5波全中（JOBK・JOBB）のコールサインIDも担当（以前は、内藤裕子元アナウンサー）。テレビ10秒、ラジオ・FM放送5秒の枠を、それぞれほぼ使い切っている（2010年9月27日放送分より。2023年現在も放送中）。なお、総合テレビの場合は「JOBK-DTV、NHK大阪総合デジタルテレビジョンです」、教育テレビの場合は「JOBB-DTV、NHK大阪教育デジタルテレビジョンです」、ラジオ第1の場合は「JOBK、NHK大阪第1放送です」、ラジオ第2の場合は「JOBB、NHK大阪第2放送です」、FM放送の場合は「JOBK-FM、NHK大阪FM放送です」と言う。
- ニュースウオッチ9　ニュースリーダー、ナレーション（奥村奈津美の夏季休暇による代理）（2017年8月7日 - 9日）
- 天皇陛下即位礼正殿の儀中継リポート（2019年10月22日）
- 天皇、皇室関係の番組の司会進行、ナレーションなど
- 国会中継
  - 第208回国会（2022年4月以降） -

大阪放送局時代（2度目）
- 関西発ラジオ深夜便（アンカー：2023年10月20日 - 21日）[3]
- ほっと関西（嶋田ココの代理キャスター：2024年10月31日）

## 同期のアナウンサー
- 有働由美子
- 武内陶子
- 金澤利夫
- 黒崎めぐみ
- 武田涼介
- 大野克郎
- 山本志保
- 中谷文彦
- 若林則康
- 河島康一
- 池田達郎
- 山田貴幸
- 比留間亮司